# كويتشي إيجيما
كويتشي إيجيما (باليابانية: 飯島耕一)‏ (25 فبراير 1930 في أوكاياما، أوكاياما - 14 أكتوبر 2013 في طوكيو) لغوي، وروائي، وشاعر، ومترجم من اليابان.